# سيريز 30+
سيريز 30+ (وتُعرف اختصارًا بـS30+) هي مِنصةٌ برمجيَّة وواجهة مُستخدم، تُستخدم على الأَجهزة المحمولة التي تحمل علامة «نوكيا» التجاريَّة، أُطلقت في سبتمبر 2013 بديلةً لمنصتي سيريز 30 [الإنجليزية] وسيريز 40.
رغم أنَّ منصة سيريز 30+ تُشبه منصة سيريز 30 [الإنجليزية] الأُخرى، إلا أنَّها تختلف عن تلك المِنصة [الإنجليزية] التي استخدمتها نوكيا في هواتفها ذات الميزانيَّات المحدودة لِعدة سنوات.

## التاريخ
تمَّ إنشاء مِنصة سيريز 30+ في الأصل بواسطة شركة «ميديا تيك» لِشركة مايكروسوفت؛ وذلك ليتم استخدامها على أجهزة نوكيا. حلَّت منصة سيريز 30+ محل منصتي سيريز 30 [الإنجليزية] وسيريز 40، وإطلاقها كان في سبتمبر 2013.
في أغسطس 2014، أبرمت شركتي أوبرا سوفتوير ومايكروسوفت صفقة مفادها أن يحلّ متصفح أوبرا ميني محلّ نوكيا إكسبريس [الإنجليزية] على الهواتف المُميزة التي تستخدم منصة سيريز 30+ ومنصتي سيريز 40 ونوكيا آشا.

## المُواصفات
تأتي منصة سيريز 30+ بمواصفاتٍ ضئيلة للغاية؛ ولكن في بعض الأجهزة، يتم استكمالها بميزات إضافيَّة، على سبيل المثال، تُتيح المنصة استخدام هواتفها الخلويَّة كمشغل إم بي 3 ‏ وتدعم توسيع ذاكرة الجهاز عبر بطاقة مايكرو إس دي. تسمح المنصة أيضًا بنقل البيانات عبر إل تي إي (كما في نظام كاي أو إس). يُستخدم النظام — بشكلٍ رئيسي — للهواتف المحمولة التي تعمل بشاشات صغيرة الحجم.